# Império de Mentiras
Imperio de mentiras (no Brasil: Império de Mentiras) é uma telenovela mexicana produzida por Giselle González para Televisa e exibida pela Las Estrellas de 14 de setembro de 2020 a 17 de janeiro de 2021, substituindo El dragón e sendo substituída por Te acuerdas de mí, em 92 capítulos. 
É uma adaptação da telenovela turca Kara Para Aşk de 2014.
É protagonizada por Angelique Boyer e Andrés Palacios e antagonizada por Alejandro Camacho, Leticia Calderón, Hernán Mendoza, Iván Arana, Javier Jattin, Michelle González e Iliana Fox e tem atuações estelares de Susana González, Alejandra Robles Gil, Juan Martín Jáuregui, Luz Ramos, Ricardo Reynaud e Pilar Ixquic Mata e os primeiros atores Patricia Reyes Spíndola, Cecilia Toussaint, Verónica Langer e Adalberto Parra.

## Sinopse
Elisa Cantú (Angelique Boyer) é uma mulher bem sucedida que criou uma vida confortável em Nova Iorque. Mas uma trágedia inesperada coloca sua vida fora do eixo. Quando volta para o México para celebrar o aniversário com a família, seu caminho se cruza com Leonardo Valesco (Andrés Palacios), um policial prestes a se casar com a mulher dos seus sonhos, Júlia (Jessica Decote). No fim da noite, Leonardo recebe uma ligação devastadora: sua noiva havia sido encontrada morta ao lado de outro cadáver. E para o desespero de Elisa, o outro corpo pertence ao seu pai. Agora Leonardo e ela precisarão se juntar para descobrir o que levou a acontecer essa tragédia.

## Elenco
- Angelique Boyer - Elisa Cantú Robles
- Andrés Palacios - Leonardo  "Leo" Velasco Rodríguez
- Alejandro Camacho - Eugenio Serrano
- Leticia Calderón - Victoria Robles Vda. de Cantú
- Susana González - Renata Cantú Robles de Arizmendi
- Patricia Reyes Spíndola - Sara Rodríguez de Velasco
- Hernán Mendoza - José Luis Velasco Rodríguez
- Alejandra Robles Gil - Maria José "Majo" Cantú Robles
- Iván Arana - Darío Ramírez / Darío Serrano Ramírez "El Cobra"
- Javier Jattin - Fabricio Serrano
- Michelle González - Fernanda Navarro Solís
- Juan Martín Jáuregui - Marcelo Arizmendi
- Luz Ramos - Adriana Sánchez
- Ricardo Reynaud - Mario Garduño
- Cecilia Toussaint - Nieves Sandoval de Álvarez
- Pilar Ixquic Mata - Teresa Díaz de Velasco
- Carlos Aragon - Gilberto "El Tapia" Aragón
- Verónica Langer - Piedad Ramírez
- Cristina Michaus - Carmen Solís de Navarro
- Adalberto Parra - Justino Álvarez
- Alicia Jaziz - Clara Álvarez Sandoval
- Assira Abbate - Leslie Velasco Díaz
- Sandra Kai - Sonia Trejo Velázquez de Serrano
- Enrique Signer - Augusto Cantú
- Jessica Decote - Julia Álvarez Sandoval
- Enoc Leaño - Reynaldo Ferrer
- Carlos Torres - Mauricio
- Iliana Fox - Cristina Cárdenas
- Héctor Holten - El Comandante
- Mateo Figueroa - Juan Navarro / Juan Serrano Navarro "Juanito"
- Horacio Beamonte - Macario
- Alan de Castillo - Stgo. Marcial Sánchez
- Manuel Monge - Carlos
- Diego Narvaez - Pedro
- Lizeth Goca - Alondra
- Alphonso Escobedo -  Rafael
- Ricardo Mansur - David
- Marco Nava Esquivel - Mariano
- Erick Ibarra - Sebastián
- Juan Pablo Blanco - Paulino
- Pedro Giunti - El Yorch
- Vladimir Bruciaga - Chayo
- Julián Reyes - Policía John Nazca Rhys "Policía Gringo"

## Produção
As gravações começaram em 2 de março de 2020, e foi suspensa em 27 de março devido a Pandemia de COVID-19. E retornou as gravações em 16 de junho, com todas medidas de higiene e distanciamento. Em 13 de agosto, Angelique Boyer divulgou o primeiro trailer da telenovela através do seu perfil no Instagram. Em 14 de setembro a telenovela começou a ser exibida no México e em 21 de setembro nos Estados Unidos. 
A equipe filmou as últimas cenas do drama no dia 24 de novembro, e em 17 de janeiro de 2021 foi ao ar o último capítulo.

## Exibição

### Brasil
Esteve disponível com exclusividade na plataforma de streaming Globoplay de 7 de fevereiro de 2022 até outubro de 2024, com dublagem de Som de Vera Cruz.

## Audiência
O primeiro capítulo foi visto por 2.8 milhões de pessoas, o primeiro capítulo do antecessor, El dragón, foi visto por 4 milhões. Mesmo assim foi o programa mais visto no horário estelar da TV aberta.
| Horário             | # Eps. | Estreia                | Estreia           | Final                 | Final           | Posição | Temporada | Classificação geral |
| Horário             | # Eps. | Data                   | Primeiro capítulo | Data                  | Último capítulo | Posição | Temporada | Classificação geral |
| ------------------- | ------ | ---------------------- | ----------------- | --------------------- | --------------- | ------- | --------- | ------------------- |
| Segunda—Sexta 21h30 | 91     | 14 de setembro de 2020 | 2.8               | 17 de janeiro de 2021 | 3.3             | #1      | 2020      | 2.71                |

## Outra versão
- Kara Para Aşk, série dramática turca de 2014, estrelada por Engin Akyürek e Tuba Büyüküstün.